# Premijer Liga 2019-2020
La Nogometna Premijer liga Bosne i Hercegovine 2019-2020 (abbreviata in Premijer liga BiH 2019-2020), conosciuta anche come BH Telecom Premijer liga Bosne i Hercegovine 2019-2020 per ragioni di sponsorizzazione, è stata la 20ª edizione del campionato della Bosnia Erzegovina (la 18ª che copre l'intero territorio nazionale), iniziata il 21 luglio 2019. Il Sarajevo era la squadra campione in carica.
A causa della pandemia di COVID-19 in Bosnia-Erzegovina, il 1º giugno 2020 il campionato è stato sospeso definitivamente con il Sarajevo proclamato campione per la quinta volta nella sua storia, la seconda consecutiva.

## Stagione

### Novità
Il Krupa e il GOŠK Gabela sono stati retrocessi al termine della stagione 2018-2019. Al loro posto sono stati promossi il Borac Banja Luka, vincitore della Prva liga RS 2018-2019 e il Velež Mostar, vincitore della Prva liga FBiH 2018-2019.

### Formula
Le squadre partecipanti sono dodici e disputano un girone di andata/ritorno/andata per un totale di 33 partite.
Al termine della competizione, la squadra prima classificata diventerà campione di Bosnia ed Erzegovina e si qualificherà ai preliminari della UEFA Champions League 2020-2021. Le squadre classificate al secondo e al terzo posto, insieme alla vincitrice della coppa nazionale, si qualificano ai preliminari della UEFA Europa League 2020-2021. Le ultime due squadre classificate vanno direttamente in Prva liga FBiH e Prva liga RS (a seconda della locazione).

## Squadre partecipanti
| Squadra           | Città            | Stadio                          | Stagione precedente        |
| ----------------- | ---------------- | ------------------------------- | -------------------------- |
| Borac Banja Luka  | Banja Luka       | Stadio municipale di Banja Luka | 1º in 1.Liga RS            |
| Čelik Zenica      | Zenica           | Stadion Bilino Polje            | 7º posto in Premijer Liga  |
| Mladost D. Kakanj | Doboj, Kakanj    | MGM Farm Arena                  | 6º posto in Premijer Liga  |
| Radnik Bijeljina  | Bijeljina        | Gradski stadion                 | 5º posto in Premijer Liga  |
| Sarajevo          | Sarajevo         | Stadio Asim Ferhatović Hase     | 1º posto in Premijer Liga  |
| Široki Brijeg     | Široki Brijeg    | Pecara                          | 3º posto in Premijer Liga  |
| Sloboda Tuzla     | Tuzla            | Stadio municipale di Tušanj     | 8º posto in Premijer Liga  |
| Tuzla City        | Simin Han, Tuzla | Stadio municipale di Tušanj     | 10º posto in Premijer Liga |
| Velež Mostar      | Mostar           | Stadio Rođeni                   | 1º in 1.Liga FBiH          |
| Željezničar       | Sarajevo         | Stadio Grbavica                 | 4º posto in Premijer Liga  |
| Zrinjski Mostar   | Mostar           | Stadio pod Bijelim Brijegom     | 2º posto in Premijer Liga  |
| Zvijezda 09       | Bijeljina        | Gradski stadion di Ugljevik     | 9º posto in Premijer Liga  |

## Classifica finale
|                                 | Pos. | Squadra           | Pt | G  | V  | N | P  | GF | GS | DR  |
| ------------------------------- | ---- | ----------------- | -- | -- | -- | - | -- | -- | -- | --- |
| Bosnia ed Erzegovina (bandiera) | 1.   | Sarajevo          | 45 | 22 | 13 | 6 | 3  | 38 | 19 | +19 |
|                                 | 2.   | Željezničar       | 42 | 22 | 12 | 6 | 4  | 43 | 21 | +22 |
|                                 | 3.   | Zrinjski Mostar   | 38 | 22 | 11 | 5 | 6  | 30 | 12 | +18 |
|                                 | 4.   | Borac Banja Luka  | 36 | 22 | 10 | 6 | 6  | 29 | 23 | +6  |
|                                 | 5.   | Tuzla City        | 35 | 22 | 10 | 5 | 7  | 27 | 29 | -2  |
|                                 | 6.   | Radnik Bijeljina  | 34 | 22 | 10 | 4 | 8  | 34 | 21 | +13 |
|                                 | 7.   | Široki Brijeg     | 32 | 22 | 8  | 8 | 6  | 31 | 26 | +5  |
|                                 | 8.   | Velež Mostar      | 32 | 22 | 9  | 5 | 8  | 25 | 23 | +2  |
|                                 | 9.   | Sloboda Tuzla     | 21 | 22 | 4  | 9 | 9  | 21 | 35 | -14 |
|                                 | 10.  | Mladost D. Kakanj | 18 | 22 | 4  | 6 | 12 | 21 | 35 | -14 |
|                                 | 11.  | Čelik Zenica (-3) | 17 | 22 | 5  | 5 | 12 | 17 | 33 | -16 |
|                                 | 12.  | Zvijezda 09       | 8  | 22 | 1  | 5 | 16 | 12 | 51 | -30 |

Legenda:
      Campione di Bosnia ed Erzegovina e ammessa alla UEFA Champions League 2020-2021
      Ammessa alla UEFA Europa League 2020-2021
      Retrocessa in Prva liga FBH 2020-2021 o Prva liga RS 2020-2021
Note:
Tre punti a vittoria, uno a pareggio, zero a sconfitta.
In caso di arrivo di due o più squadre a pari punti, la graduatoria verrà stilata secondo la classifica avulsa tra le squadre interessate.

## Risultati

### Tabellone
|                   | BoB  | Čel  | Mla  | Rad  | Sar  | Šir  | Slo  | Tuz  | Vel  | Žel  | Zri  | Zvi  |
| ----------------- | ---- | ---- | ---- | ---- | ---- | ---- | ---- | ---- | ---- | ---- | ---- | ---- |
| Borac Banja Luka  | –––– | 3-1  | 0-0  | 2-0  | 0-2  | 1-1  | 2-1  | 2-0  | 3-1  | 3-0  | 0-0  | 1-0  |
| Čelik Zenica      | 1-2  | –––– | 1-0  | 1-1  | 0-0  | 2-0  | 0-0  | 0-0  | 0-2  | .0-2 | 0-2  | 2-1  |
| Mladost D. Kakanj | 1-1  | 4-2  | –––– | 0-4  | 0-3  | 2-3  | 2-0  | 0-1  | 2-2  | 0-2  | 0-2  | 1-0  |
| Radnik Bijeljina  | 1-2  | 2-1  | 3-0  | –––– | 1-1  | 0-0  | 3-2  | 3-0  | 0-1  | 0-0  | 1-0  | 5-1  |
| Sarajevo          | 1-0  | 2-0  | 2-1  | 2-1  | –––– | 3-0  | 3-0  | 6-2  | 2-1  | 1-3  | 1-0  | 2-0  |
| Široki Brijeg     | 2-2  | 0-1  | 3-2  | 3-0  | 0-0  | –––– | 2-0  | 1-3  | 1-0  | 3-3  | 1-1  | 4-0  |
| Sloboda Tuzla     | 3-1  | 2-1  | 0-0  | 2-1  | 1-1  | 2-2  | –––– | 1-1  | 0-0  | 0-4  | 0-3  | 1-0  |
| Tuzla City        | 2-1  | 1-0  | 1-0  | 0-3  | 2-1  | 1-0  | 2-1  | –––– | 0-0  | 2-2  | 0-0  | 3-0  |
| Velež Mostar      | 2-1  | 1-2  | 1-3  | 0-1  | 1-2  | 1-0  | 2-2  | 2-1  | –––– | 1-1  | 1-0  | 2-0  |
| Željezničar       | 0-0  | 3-0  | 2-1  | 1-0  | 5-2  | 1-2  | 2-0  | 1-0  | 0-2  | –––– | 1-0  | 6-0  |
| Zrinjski Mostar   | 4-0  | 3-0  | 1-1  | 1-0  | 0-0  | 1-3  | 2-2  | 4-0  | 1-0  | 2-1  | –––– | 3-0  |
| Zvijezda 09       | 0-2  | 2-2  | 1-1  | 1-4  | 1-1  | 0-0  | 1-1  | 1-5  | 1-2  | 0-3  | 2-0  | –––– |

## Statistiche

### Classifica marcatori
| Gol |  |  | Giocatore          | Squadra          |
| --- |  |  | ------------------ | ---------------- |
| 13  |  |  | Mersudin Ahmetović | Sarajevo         |
| 12  |  |  | Sulejman Krpić     | Željezničar      |
| 12  |  |  | Vojo Ubiparip      | Tuzla City       |
| 12  |  |  | Stojan Vranješ     | Borac Banja Luka |
| 10  |  |  | Brandao            | Velež Mostar     |
| 8   |  |  | Semir Štilić       | Željezničar      |
| 7   |  |  | Amer Bekić         | Sloboda Tuzla    |
| 7   |  |  | Vladimir Bradonjić | Radnik Bijeljina |
| 7   |  |  | Velibor Đurić      | Radnik Bijeljina |